# Попова, Елена Владимировна (политик)
Елена Владимировна Попова (род. 12 июля 1968 года, город Волгоград, Волгоградская область) — российский политик, представитель от исполнительного органа государственной власти Волгоградской области в Совете Федерации ФС РФ (2014—2019), член Комитета Совета Федерации по социальной политике.

## Биография
Родилась в Волгограде, 12 июля 1968 году.
В 1985 году по окончании общеобразовательной школы поступила и обучалась до 1991 года в Волгоградском государственном педагогическом институте. Получила специальность - учитель немецкого и английского языков.
После получения диплома о высшем образовании пошла работать в школу учителем немецкого языка.
В 2002 году  поменяла направление своей трудовой деятельности и стала работать в коммерческих структурах.
Через четыре года, в 2006 году, перешла на работу в  ФГОУ ВПО «Волгоградская академия государственной службы».
С 2011 года её деятельность тесно связана с работой в общественной организации многодетных и приёмных семей "Много деток". Она стала исполнительным директором, а через год заняла должность Председателя организации.
В 2014 году Правительством Волгоградской области она делегирована в Совет Федерации. С 25 сентября 2014 года наделена соответствующими полномочиями. Является членом Комитета СФ по социальной политике. Полномочия истекли 25 сентября 2019 года.
Замужем. Воспитывает троих детей.

## Декларированные доходы
За 2017 год общая сумма в декларации составила 4 млн 615 тыс. руб., супруга - 2 млн 984 тыс. руб.